# 特迪·斯霍爾滕

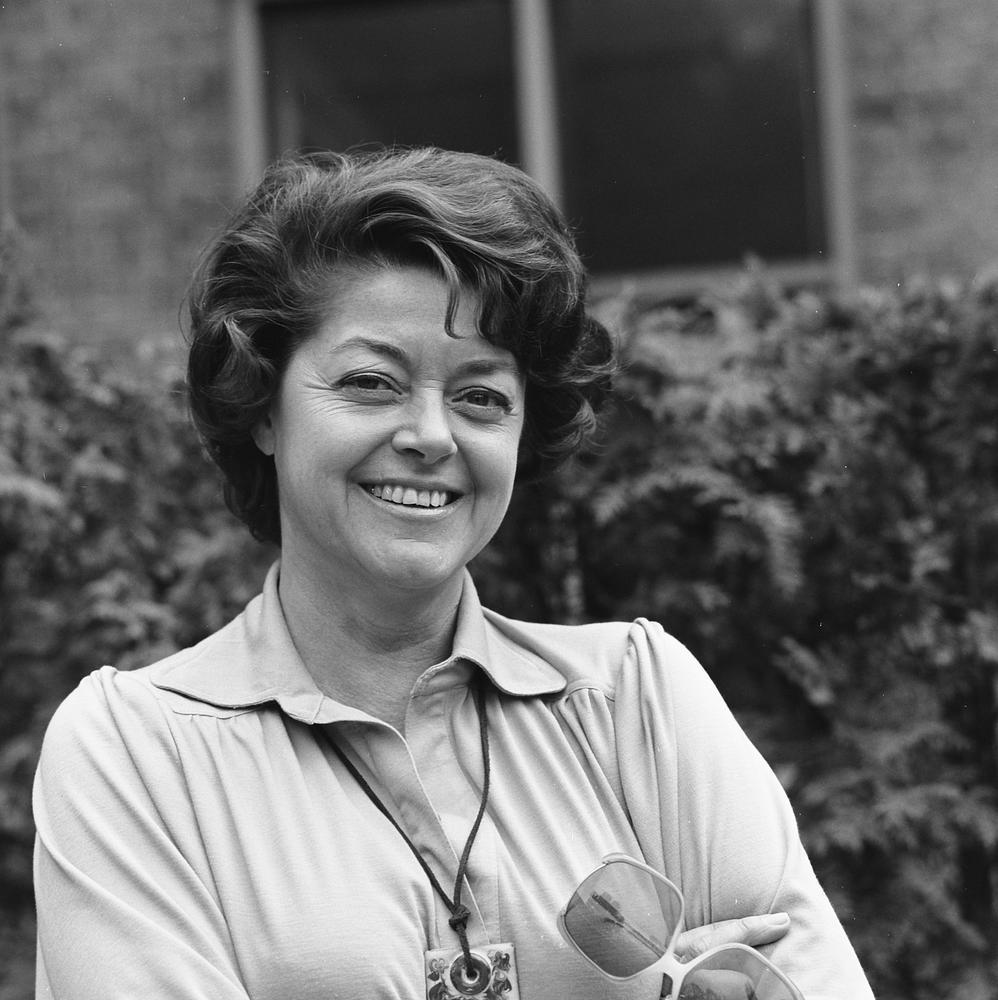

特迪·斯霍爾滕（Teddy Scholten，1926年5月11日—2010年4月8日），全名：多蘿西婭·瑪格麗特·斯霍爾滕（Dorothea Margaretha Scholten），娘家姓：範·茲維特倫（van Zwieteren），荷蘭女歌手和電視節目主持人，1959年度歐洲歌唱大賽冠軍，亦標誌著荷蘭在該比賽中第二次獲勝。她於2010年4月8日在海牙去世，享年83歲。

## 外部連結
- 特迪·斯霍爾滕在互联网电影资料库（IMDb）上的資料（英文）